# José Manuel González-Páramo
José Manuel González-Páramo (Madrid, 9 d'agost de 1958) és un economista espanyol, membre del Comitè Executiu del Banc Central Europeu i acadèmic de la Reial Acadèmia de Ciències Morals i Polítiques des del 12 de maig de 2015.

## Biografia
El 1980 es va llicenciar en Ciències Econòmiques a la Universitat Complutense de Madrid, entre 1984 i 1985 va obtenir un màster en Economia a la Universitat de Colúmbia a Nova York. També és doctor en Ciències Econòmiques, Universitat Complutense de Madrid i la Universitat de Colúmbia de Nova York.
Entre 1985 i 1994 va ser assessor econòmic al Ministeri d'Economia i Hisenda d'Espanya, la Fundació FIES (avui FUNCAS) i el Banc d'Espanya. També va fer tasques d'assessoria i consultoria en matèries pressupostàries, fiscals i monetàries per a la Comissió Europea, el FMI i el Banc Mundial. Ha participat o dirigit grups de treball en Banc de Pagaments Internacionals i l'OCDE.
En 1988 fou nomenat Càtedra d'economia en la Universitat Complutense de Madrid, on ha impartit cursos d'Economia Pública, Economia Europea i Gestió Pública. Ha publicat articles sobre polítiques monetàries i fiscals, l'economia europea, els mercats financers, els efectes econòmics de la despesa pública i els impostos, i els costos i els beneficis de les polítiques d'estabilització de preus. En 2012 s'incorporà a l'IESE Business School com a professor.
De 1994 a 2004 va ser membre del Consell de Govern i de la Comissió Executiva del Banc d'Espanya, on hi fou responsable d'establir les directrius referides a la política monetària, els preparatius per a la Unió Monetària Europea i la supervisió financera. Durant aquests anys va contribuir a la transició del marc de política monetària des dels agregats monetaris als objectius d'inflació i d'aquests a la política monetària única, així com a la introducció de les provisions dinàmica per a la banca.
Entre 2004 i 2012 va ser membre del Comitè Executiu i del Consell de Govern del Banc Central Europeu. En aquesta institució ha estat responsable de les Operacions de Mercat i la Instrumentació de la Política Monetària, a càrrec de dissenyar i aplicar innovadores "mesures no convencionals de política monetària", amb les quals el BCE ha tractat d'estabilitzar el sistema financer des de 2007. La seva tasca va incloure la responsabilitat d'introduir i analitzar els principals indicadors i mercats financers en les reunions del Consell de Govern del BCE, presentació amb la qual s'obria la discussió sobre decisions de política monetària. Com el principal representant del BCE en relació amb els mercats i la instrumentació monetària davant altres bancs centrals i autoritats, mercats financers i analistes, va representar al Banc en fòrums polítics (Parlament Europeu i Comissió Europea), i en la relació amb altres organismes internacionals (FMI, CEMLA) i associacions privades i agents de mercat. Ha estat membre del Comitè per a l'Estabilitat del Sistema Financer Global del Banc de Pagaments Internacionals.
En 2012 el seu nom va sonar per ser nomenat governador del Banc d'Espanya, però finalment fou nomenat Luis María Linde de Castro. En 2013 fou nomenat membre del Consell d'Administració de BBVA i president d'European DataWarehouse GmbH. En gener de 2015 fou nomenat president per Europa del Fòrum Econòmic Transatlàntic i en maig del mateix any acadèmic de número de la Reial Acadèmia de Ciències Morals i Polítiques.

## Honors
Va rebre una beca Fulbright, és doctor honoris causa per la Universitat de Màlaga i membre de l'Acadèmia Europea de Ciències i Arts. En 2003 va ser condecorat amb la Gran Creu de l'Orde d'Alfons X el Savi. També té el Premi del Círculo de Empresarios i la Medalla Carles V de la Cambra de Comerç Germano-Espanyola ("contribució a una Europa més unida").